# Ella Margold
Ella Margold (geb. Weltmann; * 19. Dezember 1886 in Wien; † 14. September 1961 in Darmstadt), auch bekannt als Ella Margold-Weltmann, war eine österreichische Textilkünstlerin und Kunstgewerblerin. Als technische Mitarbeiterin in Margolds Darmstädter Atelier, dem Betrieb ihres Ehemanns Emanuel Josef Margold, entwarf sie Stickereien, Damenhüte sowie Blechdosen. Bis 1917 fertigte sie eine große Anzahl Entwürfe von Blechdosen und Papierpackungen für die Keksfabrik Hermann Bahlsen in Deutschland und prägte mit ihrem Mann das einheitliche Unternehmensbild (Corporate Design) der Firma.

## Leben
Ella Margold war die Tochter von Josefine Weltmann (geb. Braumer) und dem Kaufmann Leopold Weltmann. Wie ihre Schwester Milla Weltmann war sie 1909/1910 als Textilkünstlerin tätig. Ella Margold heiratete am 25. Oktober 1911 den Künstler Emanuel Josef Margold. Gemeinsam zogen sie nach Darmstadt, da ihr Mann an die Künstlerkolonie Mathildenhöhe berufen worden war. Februar bis Juli 1915 hielt sie sich mit ihrem knapp zweijährigen Sohn Josef Maria in Wien auf, da ihr Ehemann kriegsverwundet im Spital lag.
An der Volkshochschule Darmstadt betreute Ella Margold 1922/23 Arbeitszirkel zu den Themen Praktisches Erlernen und Entwerfen künstlerischer Frauenarbeiten, Frauenkleidung und Mode im Alltag sowie Erlernen von Stick- und Strickarten, Flechtarbeiten, Applikationen. Ab November 1928 wohnte sie mit ihren beiden Söhnen Josef („Sepp“) und Franz vorübergehend in einer Etage des Hauses (Olbrichstraße 10, Mietshäusergruppe) auf der Darmstädter Mathildenhöhe, nachdem ihr Ehemann nach Berlin übergesiedelt war.
Im Jahr 1929 folgte die Trennung von ihrem Mann. Sie verlegte ihren Wohnsitz nach Mainz, wo sie sich beruflich umorientierte. Unter den Lehrenden der Kunstgewerbeschule wird sie im Mainzer Adressbuch als Fachlehrerin aufgeführt, zudem ist der Beruf als Lehrerin im Kunstgewerbe oder als Kunstgewerblerin auf Meldezetteln vermerkt. Sie unterrichtete an der Modeklasse, die von Prof. Arpke geleitet wurde, in den Jahren 1936–1938 hielt sie sich vermehrt in Wien auf. 1939 siedelte sie nach Prag über, 1945 kehrte sie nach Wien zurück. Am 25. März 1953 zog sie zurück nach Darmstadt, um näher bei ihrem Sohn Franz zu sein. Sie erwarb die deutsche Staatsbürgerschaft und lebte bis zu ihrem Tod 1961 in einem Altenwohnheim bei Darmstadt. Auf dem Darmstädter Waldfriedhof befindet sich ihr Urnengrab.

## Karriere

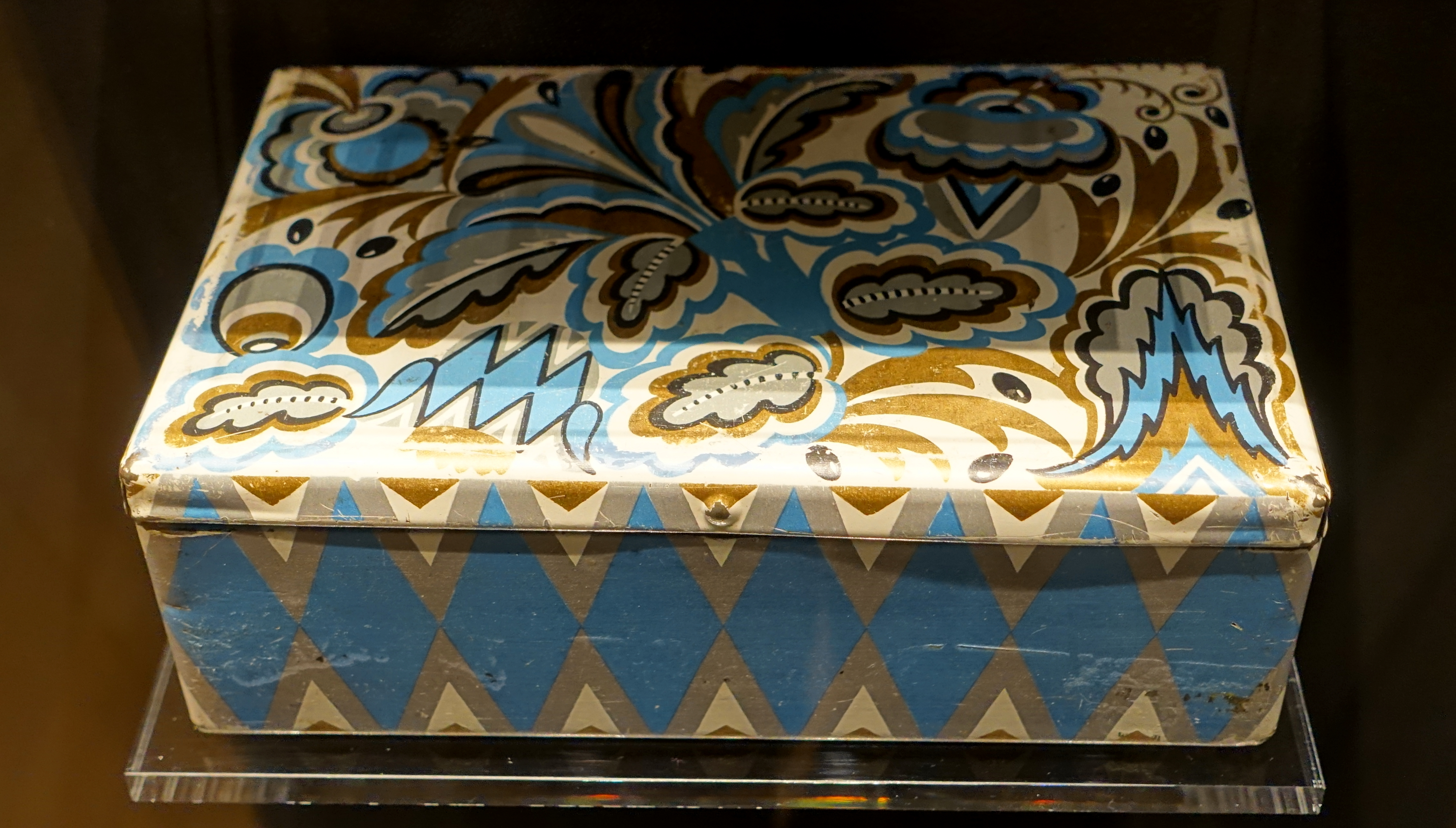
Keksdose, entworfen von Ella Margold, für die Keksfabrik Bahlsen, 1915

Als künstlerische technische Mitarbeiterin arbeitete Ella Margold ab 1911 für ihren Ehemann in Margolds Darmstädter Atelier.

### Keksfabrik Hermann Bahlsen
Für die Firma Hermann Bahlsen entwarf das Ehepaar Margold farbenprächtig dekorierte Warenverpackungen. In ihren Entwürfen vereinen sich geometrische und florale Ornamente. Gleichzeitig sorgen die kontrastreichen Kompositionen aus bunten Farben und schwarz-weißen Flächen für eine charakteristische Gestaltung. Das Erkennen des Inhalts war hauptsächlich aufgrund dieser charakteristischen Merkmale der Verpackungen möglich, da der Firmenname nur auf dem Boden eingeprägt war. Diese Zurückhaltung trug dazu bei, den Wert der Dosen zu steigern. Sie wurden nicht nur als einfache Verpackung betrachtet, sondern die Käufer erwarben mit den kunstvoll gestalteten Dosen kleine Kunstobjekte (Schmuckdosen) im aktuellen Zeitstil.
In das Verpackungsdesign der hannoverschen Keksfabrik brachte Ella Margold gemeinsam mit ihrem Mann eine Mischung aus Secessionsstil und Art déco. Bereits im Jahr 1914 ließen sich in der Gestaltung Beispiele für eine aus floralen und geometrischen Mustern entwickelte Zackenornamentik erkennen, die bereits Stilmerkmale des Art déco aufwiesen.
Im Jahr 1915 wurde Ella Margold als Entwerferin für Bahlsen engagiert, da ihr Ehemann den Kriegsdienst angetreten hatte. Stilistisch sind ihre Entwürfe nicht von der ihres Mannes zu unterscheiden. Zudem sind auf Zeichnungen die Abkürzungen EM zu finden, was auf Ella wie auch Emanuel Josef Margold verweisen kann. Jedoch signierte Ella Margold ihre Entwürfe zusätzlich. Bereits in Wien hatte sie die Entwürfe ihres Mannes auf Papier gebracht. In Darmstadt begann sie, vermehrt eigenständige Entwürfe umzusetzen. Sie gestaltete für Bahlsen 30 Blechdosen und Papierverpackungen, die in hoher Stückzahl produziert wurden. Ab 1916 wurden sowohl Emanuel Josef Margold als auch Ella Margold mit der Ausstattung des Bahlsen-Verkaufsladens am Berliner Kurfürstendamm beauftragt. Durch ihre Arbeiten erzielten die Produkte einen hohen Wiedererkennungswert und prägten das einheitliche Erscheinungsbild der Firma. – ein Corporate Design. Ella Margold entwarf bis etwa 1917 eine größere Anzahl an Blechdosen und Papierverpackungen für die Keksfabrik.

### Stickerei-Entwürfe
Ella Margold-Weltmann produzierte eine bedeutende Menge an Stickereiarbeiten, die dem Stil der Wiener Werkstätte, zu der ihr Ehemann gehörte, stark ähnelten. Aufgrund der engen Zusammenarbeit des Ehepaars Margold ist die Unterscheidung ihrer individuell produzierten Musterstücke kaum möglich.
Im Jahr 1910 kreierte sie einige Entwürfe von andersartigen Stickereimotiven. Hierbei handelt es sich um kreisförmig angeordnete Motive, die weder als Bordüre noch Allover-Muster dienten. Einige dieser Motive waren klein und dienten als Teil einer größeren Komposition, während andere wohl dazu gedacht waren, größere Flächen eines Kissens auszufüllen. Die Stickerei-Motive wiesen Silhouette auf und die meisten verwendeten einen Schwarz-Weiß-Kontrast, welcher je nach Details oder Anforderung des Textilstücks variieren konnte. Auffallend war zudem, dass die Entwürfe eine Verbindung zu Schmuckarbeiten herstellten und den Eindruck von dekorativen Broschen vermittelten.

## Werke (Auswahl)
- Gesticktes Kissen, 1910[12]
- Gesticktes Kissen, graue Seide mit schwarzen Schnüren, 1910[13]
- Fächer, Seide bemalt, 1910[14]
- Ornamentale Füllungen für Stickereien etc.[15]
- Monogramme und Signets, 1. Preis in einem Wettbewerb[16]
- Stickerei-Entwürfe, 1910, repräsentativ für den spezifischen Stil der Wiener Werkstätte und den mitteleuropäischen Jugendstil[11]
- Gesticktes Hutband, ca. 1910, ausgeführt von Ella Margold, nach einem Entwurf von Emanuel Margold[17]
- Tasche, farbige Stickerei auf Seide[18]
- Hutputz, Blumen aus farbigen Filz[19]
- Hutputz, gesticktes Seidenkissen[20]
- Ornamentik und Stickereien, Emanuel Josef Margld und Ella Weltmann-Margold, in: Stickerei-Zeitung, Januar 1912, Verlagsanstalt Alexander Koch, Darmstadt.
- Besticktes Polster, Wien 1912, ausgeführt von Ella Margold, nach einem Entwurf ihres Ehemannes[21]
- 30 Blechdosen und Papierverpackungen, ab 1915, für die Firma Bahlsen gestaltete Entwürfe, produziert in hoher Stückzahl[5]